# Quelle bringue !
Pour plus de détails, voir Fiche technique et Distribution.
Quelle bringue ! (Blotto) est une comédie du cinéma américain de James Parrott sortie en 1930.
À l'époque où le film est tourné, on ne pratique pas encore le doublage en postsynchronisation et plusieurs versions de ce film sont tournées en différentes langues : La Vida nocturna en espagnol et Une nuit extravagante en français. La version anglaise ayant été censurée en 1937, il s'agit désormais de films différents.

## Synopsis
Nous sommes à l'époque de la prohibition et Laurel et Hardy décident de sortir faire la fête au Rainbow Club en emmenant leur bouteille de whisky. Mais Mrs Laurel à qui son mari prend grand soin de le cacher, découvre tout de même ses projets et à son insu remplace la liqueur par un breuvage de sa composition...

## Fiche technique
- Titre : Quelle bringue !
- Titre original : Blotto
- Titre de la version en langue espagnole : La Vida nocturna
- Titre de la version en langue française : Une nuit extravagante
- Réalisation : James Parrott
- Scénario : Leo McCarey (histoire) et H. M. Walker (dialogues)
- Photographie : George Stevens
- Montage : Richard C. Currier
- Producteur : Hal Roach
- Société de production : Hal Roach Studios
- Société de distribution : Metro-Goldwyn-Mayer
- Pays d’origine :  États-Unis
- Langue : anglais
- Format : Noir et blanc - 35 mm - 1,37:1
- Genre : comédie
- Longueur : quatre bobines[1]
- Date de sortie : États-Unis 8 février 1930

## Distribution
Source principale de la distribution :
- Stan Laurel : Stanley
- Oliver Hardy : Oliver Hardy
- Anita Garvin : Mrs Laurel[3]

Reste de la distribution non créditée : 
- Baldwin Cooke : un serveur
- Jean De Briac : le commerçant
- Dick Gilbert : l'homme dans la cabine téléphonique
- Vladimir Gueteron : le chef d'orchestre
- Charlie Hall : le chauffeur de taxi
- Jack Hill : un client au Rainbow Club
- Frank Holliday : le chanteur du Rainbow Club
- Tiny Sandford : un serveur

## Autour du film
Le film à l'origine durait près de quarante minutes mais a subi les foudres de la censure et une dizaine de minutes de film ont été censurées en 1937 et le film remonté. Seule ne subsiste que cette dernière version amputée. Les versions en langues étrangères permettent d'avoir une idée de la version originale de ce film qui est considérée aujourd'hui comme perdue.
Laurel lit tranquillement un journal en Yiddish (1 min 28 s après le début), yiddishe velt, "le monde juif". Lorsqu'il s'aperçoit qu'il n'y comprend rien, il le froisse et le jette. Laurel n'est pas de confession juive, peut être était-ce le journal de sa femme assise à côté ?